# Alvaro de Mendaña de Neyra

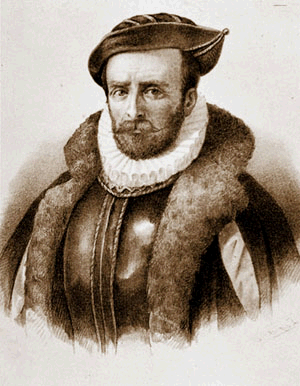
Alvaro de Mendaña de Neyra

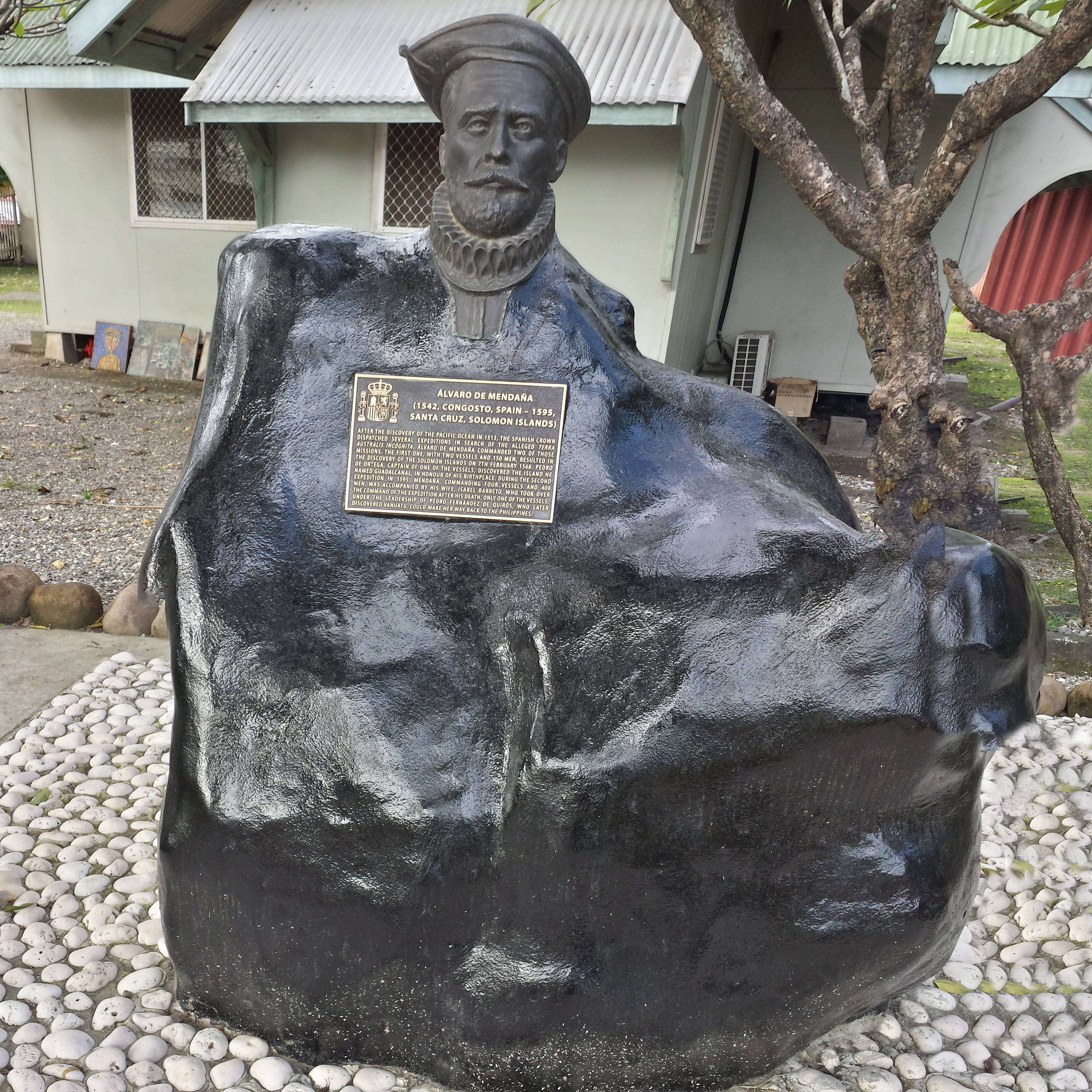
Denkmal in Honiara, Hauptstadt der Salomonen

Álvaro de Mendaña de Neyra (* 1541 in der Provinz León; † 18. Oktober 1595 auf Santa Cruz, heute Nendo) war ein spanischer Entdecker und Seefahrer.

## Leben
Etwa 1558 wanderte Mendaña nach Lima in Peru aus, wo sein Onkel Lope García de Castro Generalgouverneur war. 1566 erhielt er den Auftrag, den Südkontinent zu entdecken, den die Geographen der Schule von Dieppe auf ihren Karten im Pazifischen Ozean eingezeichnet hatten (an der Stelle des heutigen Australien). Mit zwei Segelschiffen, der Dos Reyes und der Todos los Santos sowie 150 Mann Besatzung brach er am 19. November 1567 von Callao, dem Seehafen von Lima, in Richtung Australien auf und entdeckte auf dieser Reise im Februar 1568 das Wake-Atoll, die Inseln Nui und Santa Isabel in einer Inselgruppe, die er Salomon-Inseln nannte. Er wurde deren Gouverneur nach seiner Heirat mit Donna Isabella Baretto.
Am 11. April 1595 brach Mendaña de Neyra mit seiner Frau zu einer weiteren, der zweiten Entdeckungsreise auf. Als Lotsen verpflichtete er den portugiesischen Seefahrer Fernandez de Quiroz. Zusammen entdeckten sie unter anderem Pukapuka, heute zu den Cookinseln gehörig, sowie auf die Marquesas-Inseln, genannt nach dem damaligen Gouverneurs von Peru, des Marquis de Mendoza. Er sichtete auch die unbewohnte Insel der Elliceinseln Niulakita.
Auf der Insel Santa Cruz, der heutigen Insel Nendo, auf der er am 7. September 1595 landete, gründete er eine spanische Kolonie; dort starb er am 18. Oktober 1595 an den Folgen der Malaria. Mendanas Witwe und ihr nachmaliger Geliebter Francisco de Castro übernahmen das Kommando und segelten nach Manila, um Verstärkung heranzuholen. Dieser Bitte wurde jedoch nicht entsprochen. Die auf den Marquesas-Inseln zurückgelassene Mannschaft wurde ihrem Schicksal überlassen. Francisco de Castro und mit ihm verheiratete Donna Isabella Mendana zogen 1596 nach Acapulco und zwei Jahre später nach Peru. Dort verliert sich deren Spur.
In Honiara, der Hauptstadt der Salomonen, wurde ihm in der nach ihm benannten Hauptstraße der Stadt, der Mendana Avenue, ein Denkmal gesetzt.